# タナ・ウマガ

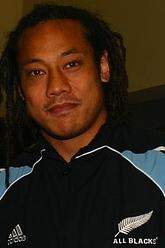
タナ・ウマガ

タナ・ウマガ（Jonathan Ionatana Falefasa "Tana" Umaga,[ˈtɑːnə ˈuːmʌŋə]; Samoan:発音: [ˈtana ˈuːmaŋa], ONZM, 1973年5月27日 - ）は、ニュージーランド出身のラグビーユニオン選手。ラグビー指導者。ポジションはセンター(CTB)、ウィング(WTB)。187cm、101kg（オールブラックスメンバーであった2005年の公式記録）。

## 人物
サモアからの移民の両親を持ち、ウェリントン郊外ロワーハットに生まれる。幼少期よりラグビーリーグに親しみウェリントン地区U-16、U-17、ジュニア・キーウィに選出される。オーストラリアのラグビーリーグチーム・ニューキャッスルナイトに入団するもホームシックで帰国。兄の勧めでラグビーユニオンに転身する。
1994年から2007年までNPCウェリントン、1996年から2007年までスーパー14ハリケーンズに所属、1997年にラグビーニュージーランド代表（オールブラックス）に選出され、対フィジー戦でオールブラックスデビュー。病気欠場したジョナ・ロムーに代わりウイングで起用される。ロムー復帰後は1999年まで出場機会を失う。ジョン・ハート指導の下では、フルバックのクリスチャン・カレンをセンターへ起用したため出場機会が激減する。ウェイン・スミスの下でセンターへ復帰した。2000年よりセンターに固定される。オールブラックス74キャップ（テストマッチ）、36トライ（テストマッチ）、180得点（テストマッチ）。グラハム・ヘンリーの下では、太平洋諸島出身の選手として初となるオールブラックスキャプテンに任命される。ウマガは21テストマッチでキャプテンを務め、2005年、国際試合全てに勝利するグランドスラムを達成した功績などから、ショーン・フィッツパトリック以降最もカリスマ性に優れたキャプテンと称される。一部ではオールブラックス史上最高のキャプテンとの声もある。
オールブラックスが試合前に行うマオリ族の伝統儀式ハカのリードは、マオリ族の血を引く選手が担当する慣例があったにもかかわらず、ウマガの偉大さに対する敬意から特例としてマオリ族の血を引かないウマガがリードを担当した。
一方で、相手攻撃陣を一撃で仕留める強烈なタックルは“突き刺しタックル”と呼ばれ、ウマガの危険なタックルは各方面で論議を呼んだ。
2006年1月に代表引退を表明した。2006年のエリザベス女王誕生日祝賀会にて、ラグビー界への貢献によりニュージーランド・メリット勲章を授与されている。
ハリケーンズでは122キャップ、ウェリントンでは100キャップ。ハリケーンズでもキャプテンを務め、2006年にフランスのトゥーロンへ加入する（ハリケーンズ、ウェリントンでの競技生活と兼任）。トゥーロンでは7試合に出場。2007年5月に現役生活から引退し、2007年シーズンよりトゥーロンヘッドコーチに就任。2008年シーズン後半にはトゥーロンで選手として復帰した。その後はヘッドコーチ職に留まらず、現在はトゥーロンアシスタントコーチ（バックス担当）を務める。2010年3月にNPCカウンティーズ・マヌカウへ選手兼アシスタントコーチとして入団し3シーズンぶりにNPCに復帰。
2010年10月28日、ウマガがスーパー14のチーフスと契約し、同リーグで先発出場するなど活躍している。
若年層の就学を支援するタナ・ウマガ基金を設立しミネラルウォーターの販売を開始。1本の売上げにつき15セントが基金へ寄付される活動を行っている。

## プレイスタイル
パワーとスピードに優れ、激しいコンタクト・ヒットやスピードに乗ったペネトレイトが持ち味。一方で、タックルを受けながら絶妙なパスを通す器用さも兼ね備えている。激しいパフォーマンスとは対照的に、グラウンド内外で非常に紳士的であり、プレイの激しさの余りラフプレイや乱闘に発展するということもない。また、脳震盪を起こした相手チームの選手を、プレイが続いているにもかかわらず介抱するなどその紳士ぶりが賞賛されている。

## ファッション
ドレッドヘアがトレードマークであり、以降のオールブラックスのメンバーに、ウマガへの憧れからドレッドヘアにしている選手もいる。